# Палубиці
Палубиці (пол. Pałubice) — село в Польщі, у гміні Сераковиці Картузького повіту Поморського воєводства.
Населення — 363 особи (2011).
У 1975—1998 роках село належало до Гданського воєводства.

## Демографія
Демографічна структура станом на 31 березня 2011 року:
|          | Загалом | Допрацездатний вік | Працездатний вік | Постпрацездатний вік |
| -------- | ------- | ------------------ | ---------------- | -------------------- |
| Чоловіки | 199     | 53                 | 130              | 16                   |
| Жінки    | 164     | 48                 | 89               | 27                   |
| Разом    | 363     | 101                | 219              | 43                   |